# Jonathan Atwood Campbell
Pour les articles homonymes, voir Campbell.
Jonathan Atwood Campbell est un herpétologiste américain, né le 13 mai 1947.
Il est actuellement professeur de biologie à l'université du Texas à Arlington (en).

## Taxons nommés en son honneur
- Abronia campbelli Brodie & Savage, 1993
- Anolis campbelli (Köhler & Smith, 2008)
- Bothrocophias campbelli (Freire-Lascano, 1991)
- Craugastor campbelli (Smith, 2005)
- Crotalus campbelli Bryson et al., 2014
- Incilius campbelli (Mendelson, 1994)
- Rhinocerophis jonathani Harvey, 1994

## Quelques taxons décrits
- Abronia anzuetoi Campbell & Frost, 1993
- Abronia frosti Campbell, Sasa, Acevedo & Mendelson, 1998
- Abronia gaiophantasma Campbell & Frost, 1993
- Abronia leurolepis Campbell & Frost, 1993
- Abronia meledona Campbell & Brodie, 1999
- Abronia mitchelli Campbell, 1982
- Abronia ornelasi Campbell, 1984
- Abronia ramirezi Campbell, 1994
- Abronia smithi Campbell & Frost, 1993
- Adelphicos daryi Campbell & Ford, 1982
- Adelphicos ibarrorum Campbell & Brodie, 1988
- Amietophrynus Frost, Grant, Faivovich, Bain, Haas, Haddad, de Sá, Channing, Wilkinson, Donnellan, Raxworthy, Campbell, Blotto, Moler, Drewes, Nussbaum, Lynch, Green & Wheeler, 2006
- Anolis naufragus (Campbell, Hillis & Lamar, 1989)
- Bokermannohyla Faivovich, Haddad, Garcia, Frost, Campbell & Wheeler, 2005
- Bolitoglossa centenorumCampbell, Smith, Streicher, Acevedo & Brodie, 2010
- Bolitoglossa daryorum Campbell, Smith, Streicher, Acevedo & Brodie, 2010
- Bolitoglossa eremia Campbell, Smith, Streicher, Acevedo & Brodie, 2010
- Bolitoglossa huehuetenanguensis Campbell, Smith, Streicher, Acevedo & Brodie, 2010
- Bolitoglossa kaqchikelorum Campbell, Smith, Streicher, Acevedo & Brodie, 2010
- Bolitoglossa la Campbell, Smith, Streicher, Acevedo & Brodie, 2010
- Bolitoglossa ninadormida Campbell, Smith, Streicher, Acevedo & Brodie, 2010
- Bolitoglossa nussbaumi Campbell, Smith, Streicher, Acevedo & Brodie, 2010
- Bolitoglossa nympha Campbell, Smith, Streicher, Acevedo & Brodie, 2010
- Bolitoglossa pacaya Campbell, Smith, Streicher, Acevedo & Brodie, 2010
- Bolitoglossa psephena Campbell, Smith, Streicher, Acevedo & Brodie, 2010
- Bolitoglossa suchitanensis Campbell, Smith, Streicher, Acevedo & Brodie, 2010
- Bolitoglossa tzultacaj Campbell, Smith, Streicher, Acevedo & Brodie, 2010
- Bolitoglossa xibalba Campbell, Smith, Streicher, Acevedo & Brodie, 2010
- Bothriechis thalassinus Campbell & Smith, 2000
- Bothrocophias Gutberlet & Campbell, 2001
- Bothrocophias myersi Gutberlet & Campbell, 2001
- Bromeliohyla Faivovich, Haddad, Garcia, Frost, Campbell & Wheeler, 2005
- Cerrophidion Campbell & Lamar, 1992
- Cerrophidion tzotzilorum (Campbell, 1985)
- Chapinophis xanthocheilus Campbell & Smith, 1998
- Charadrahyla Faivovich, Haddad, Garcia, Frost, Campbell & Wheeler, 2005
- Charadrahyla nephila (Mendelson & Campbell, 1999)
- Charadrahyla tecuani Campbell, Blancas-Hernández & Smith, 2009
- Coniophanes alvarezi Campbell, 1989
- Craugastor adamastus (Campbell, 1994)
- Craugastor amniscola (Campbell & Savage, 2000)
- Craugastor aphanus (Campbell, 1994)
- Craugastor catalinae (Campbell & Savage, 2000)
- Craugastor charadra (Campbell & Savage, 2000)
- Craugastor inachus (Campbell & Savage, 2000)
- Craugastor palenque (Campbell & Savage, 2000)
- Craugastor pelorus (Campbell & Savage, 2000)
- Craugastor polymniae (Campbell, Lamar & Hillis, 1989)
- Craugastor psephosypharus (Campbell, Savage & Meyer, 1994)
- Craugastor rhyacobatrachus (Campbell & Savage, 2000)
- Craugastor rivulus (Campbell & Savage, 2000)
- Craugastor rupinius (Campbell & Savage, 2000)
- Craugastor sabrinus (Campbell & Savage, 2000)
- Craugastor trachydermus (Campbell, 1994)
- Crotalus ericsmithi Campbell & Flores-Villela, 2008
- Crotalus tancitarensis Alvarado-díaz & Campbell, 2004
- Cruziohyla Faivovich, Haddad, Garcia, Frost, Campbell & Wheeler, 2005
- Cryptotriton monzoni (Campbell & Smith, 1998)
- Cryptotriton wakei (Campbell & Smith, 1998)
- Dendrotriton chujorum Campbell, Smith, Streicher, Acevedo & Brodie, 2010
- Dendrotriton kekchiorum Campbell, Smith, Streicher, Acevedo & Brodie, 2010
- Diploglossus ingridae Werler & Campbell, 2004
- Diploglossus legnotus Campbell & Camarillo, 1994
- Duellmanohyla Campbell & Smith, 1992
- Duttaphrynus Frost, Grant, Faivovich, Bain, Haas, Haddad, de Sá, Channing, Wilkinson, Donnellan, Raxworthy, Campbell, Blotto, Moler, Drewes, Nussbaum, Lynch, Green & Wheeler, 2006
- Ecnomiohyla Faivovich, Haddad, Garcia, Frost, Campbell & Wheeler, 2005
- Exerodonta abdivita (Campbell & Duellman, 2000)
- Exerodonta chimalapa (Mendelson & Campbell, 1994)
- Exerodonta perkinsi (Campbell & Brodie, 1992)
- Exerodonta xera (Mendelson & Campbell, 1994)
- Feihyla Frost, Grant, Faivovich, Bain, Haas, Haddad, de Sá, Channing, Wilkinson, Donnellan, Raxworthy, Campbell, Blotto, Moler, Drewes, Nussbaum, Lynch, Green & Wheeler, 2006
- Geophis pyburni Campbell & Murphy, 1977
- Ingerophrynus Frost, Grant, Faivovich, Bain, Haas, Haddad, de Sá, Channing, Wilkinson, Donnellan, Raxworthy, Campbell, Blotto, Moler, Drewes, Nussbaum, Lynch, Green & Wheeler, 2006
- Isthmohyla Faivovich, Haddad, Garcia, Frost, Campbell & Wheeler, 2005
- Itapotihyla Faivovich, Haddad, Garcia, Frost, Campbell & Wheeler, 2005
- Litoria michaeltyleri Frost, Grant, Faivovich, Bain, Haas, Haddad, de Sá, Channing, Wilkinson, Donnellan, Raxworthy, Campbell, Blotto, Moler, Drewes, Nussbaum, Lynch, Green & Wheeler, 2006
- Megastomatohyla Faivovich, Haddad, Garcia, Frost, Campbell & Wheeler, 2005
- Micrurus pachecogili Campbell, 2000
- Mixcoatlus Jadin, Smith & Campbell, 2011
- Myersiohyla Faivovich, Haddad, Garcia, Frost, Campbell & Wheeler, 2005
- Nototriton brodiei Campbell & Smith, 1998
- Nototriton stuarti Wake & Campbell, 2000
- Oedipina stenopodia Brodie & Campbell, 1993
- Otophryne pyburni Campbell & Clarke, 1998
- Plectrohyla acanthodes Duellman & Campbell, 1992
- Plectrohyla calthula (Ustach, Mendelson, McDiarmid & Campbell, 2000)
- Plectrohyla cyclada (Campbell & Duellman, 2000)
- Plectrohyla ephemera (Meik, Canseco-Márquez, Smith & Campbell, 2005)
- Plectrohyla miahuatlanensis Meik, Smith, Canseco-Márquez & Campbell, 2006
- Plectrohyla pokomchi Duellman & Campbell, 1984
- Plectrohyla psarosema (Campbell & Duellman, 2000)
- Plectrohyla tecunumani Duellman & Campbell, 1984
- Plectrohyla teuchestes Duellman & Campbell, 1992
- Porthidium hespere (Campbell, 1976)
- Poyntonophrynus Frost, Grant, Faivovich, Bain, Haas, Haddad, de Sá, Channing, Wilkinson, Donnellan, Raxworthy, Campbell, Blotto, Moler, Drewes, Nussbaum, Lynch, Green & Wheeler, 2006
- Pseudepidalea Frost, Grant, Faivovich, Bain, Haas, Haddad, de Sá, Channing, Wilkinson, Donnellan, Raxworthy, Campbell, Blotto, Moler, Drewes, Nussbaum, Lynch, Green & Wheeler, 2006
- Pseudoeurycea aquatica Wake & Campbell, 2001
- Pseudoeurycea orchileucos (Brodie, Mendelson & Campbell, 2002)
- Pseudoeurycea orchimelas (Brodie, Mendelson & Campbell, 2002)
- Ptychohyla acrochorda Campbell & Duellman, 2000
- Ptychohyla dendrophasma (Campbell, Smith & Acevedo, 2000)
- Ptychohyla panchoi Duellman & Campbell, 1982
- Ptychohyla sanctaecrucis Campbell & Smith, 1992
- Ptychohyla zophodes Campbell & Duellman, 2000
- Rhadinella anachoreta (Smith & Campbell, 1994)
- Rhadinophanes monticola Myers & Campbell, 1981
- Tantilla ceboruca Canseco-márquez, Smith, Ponce-Campos, Flores-Villela & Campbell, 2007
- Tantilla impensa Campbell, 1998
- Tantilla sertula Wilson & Campbell, 2000
- Tantilla tecta Campbell & Smith, 1997
- Tantilla vulcani Campbell, 1998
- Tlalocohyla Faivovich, Haddad, Garcia, Frost, Campbell & Wheeler, 2005
- Vandijkophrynus Frost, Grant, Faivovich, Bain, Haas, Haddad, de Sá, Channing, Wilkinson, Donnellan, Raxworthy, Campbell, Blotto, Moler, Drewes, Nussbaum, Lynch, Green & Wheeler, 2006
- Xenosaurus penai Pérez Ramos, De La Riva & Campbell, 2000
- Xenosaurus phalaroanthereon Nieto-Montes De Oca, Campbell & Flores-Villela, 2001